# Religioni in Gambia
La religione più diffusa in Gambia è l'islam. Secondo una statistica del 2010, i musulmani sono il 90% della popolazione e sono in maggioranza sunniti; il cristianesimo è seguito dal 4,4% circa della popolazione, mentre il 4,4% circa della popolazione segue le religioni africane tradizionali, lo 0,7% circa della popolazione segue altre religioni e lo 0,5% circa della popolazione non segue alcuna religione. Una stima del 2020 dell'Association of Religion Data Archives (ARDA) dà i musulmani all'88,6% della popolazione, le religioni africane tradizionali al 5,4% della popolazione e i cristiani al 4,6% circa della popolazione; lo 0,8% circa della popolazione segue altre religioni e lo 0,6% circa della popolazione non segue alcuna religione. Una stima della CIA del 2019 dà invece i musulmani al 96,4% della popolazione e i cristiani al 3,5%, mentre il restante 0,1% della popolazione seguirebbe altre religioni o non seguirebbe alcuna religione.

## Religioni presenti

### Islam
La maggioranza dei musulmani gambiani è sunnita e segue la corrente malikita; è presente una minoranza di ahmadiyya e un piccolo gruppo di sciiti. Molti musulmani gambiani sono influenzati dal sufismo.

## Religioni africane
Le religioni indigene tradizionali basate sull'animismo sono ancora seguite in alcune zone del Gambia, specialmente tra il popolo Sérèr. Tali religioni credono in una divinità suprema e negli spiriti. Le religioni africane tradizionali sarebbero seguite dall'1% della popolazione, ma alcune stime danno numeri più alti; la differenza si spiegherebbe con il fatto che una parte dei cristiani e dei musulmani condividerebbe contemporaneamente alcune credenze e pratiche delle religioni indigene, dando luogo a forme di sincretismo religioso.

### Altre religioni
In Gambia sono presenti piccoli gruppi di seguaci del bahaismo e dell'induismo.